# Kościół Chrystusa Króla w Międzyrzecu Podlaskim
Kościół pod wezwaniem Chrystusa Króla w Międzyrzecu Podlaskim – kościół parafialny w Międzyrzecu Podlaskim należący do dekanatu międzyrzeckiego.

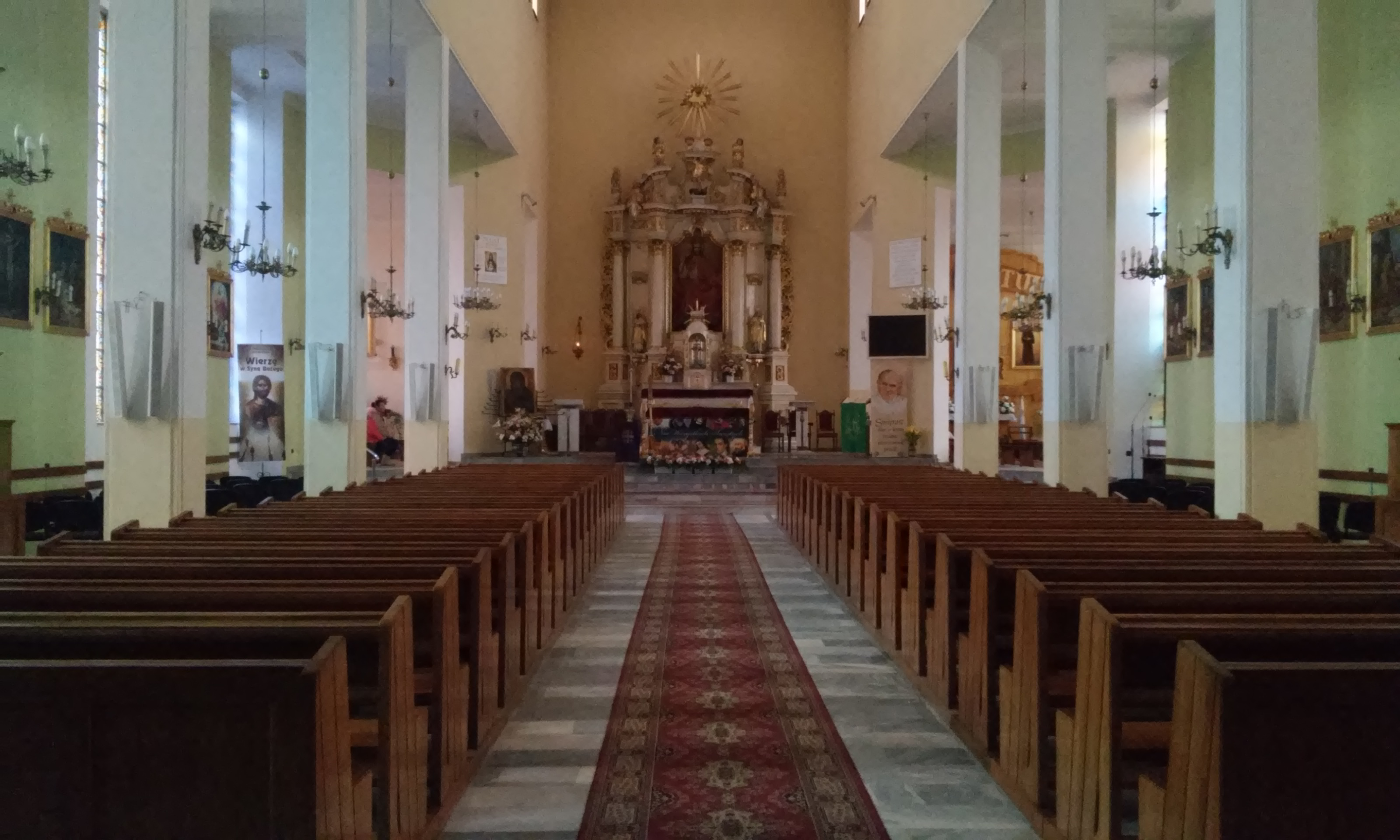
Wnętrze świątyni

Parafia erygowana w roku 1994. Kościół parafialny murowany zbudowany w latach 1988–93 z inicjatywy księdza Kazimierza Korszniewicza.
Styl świątyni współczesny.